# Château de terre de Chongam-ri
Le château de terre de Chongam-ri (Chosŏn'gŭl : 토성, hanja : 岩 里 土城) est une fortification datant de l'époque Gojoseon à Pyongyang, en Corée du Nord. Il fait partie des trésors nationaux de Corée du Nord.

## Description
Le château est semblable aux autres fortifications de l'époque, il est composé de couches alternées de sol, de roche et de sable et est en forme de croissant d'environ 3450 mètres de long.

## Découverte
Une couronne recouverte de pierres précieuses dorées dissoute dans du mercure datant de la période des Trois Royaumes de Corée a été découverte.